# Carlos Alocén
Carlos Alocén Arrondo (* 30. Dezember 2000 in Saragossa) ist ein spanischer Basketballspieler.

## Laufbahn
Alocén wurde in der Nachwuchsabteilung von Tecnyconta Saragossa ausgebildet. Er kam in der Saison 2016/17 zu ersten Kurzeinsätzen in der Herrenmannschaft Saragossas (später in Casademont Saragossa umbenannt) in der obersten Spielklasse Spaniens, der Liga ACB. Seinen Einstand hatte er im Alter von 15 Jahren und 10 Monaten gegeben. Lediglich Ricky Rubio und Ángel Rebolo waren jünger, als sie erstmals in der Liga eingesetzt wurden. Fester Bestandteil von Saragossas ACB-Aufgebot wurde Alocén in der Saison 2018/19. Im Juli 2019 unterschrieb Alocén einen Vertrag bei Real Madrid, verblieb jedoch in der Spielzeit 2019/20 auf Leihbasis in Saragossa, bevor er im Sommer 2020 schließlich zu den Königlichen wechselte. Mitte Februar 2022 erlitt er einen Kreuzbandriss und wirkte somit nicht auf dem Spielfeld mit, als Madrid im Juni 2022 spanischer Meister wurde. 2023 verpasste er deshalb den Euroleague-Sieg. Nach 651 Tagen Verletzungspause kehrte er aufs Spielfeld zurück.
In der Saison 2023/24 gewann Alocén mit Real drei Titel (spanische Meisterschaft, spanischer Pokalwettbewerb, spanischer Supercup). Hernach wechselte er zum CB Gran Canaria. Im Januar 2025 erlitt er einen Kreuzbandriss.

### Nationalmannschaft
Alocén nahm mit Spaniens Jugendnationalmannschaften an der U17-Weltmeisterschaft 2016, der U16-Europameisterschaft 2016 (Gewinn der Goldmedaille), der U18-EM 2018 und der U20-EM 2019 (Gewinn der Silbermedaille) teil.
Am 22. Februar 2019 bestritt er sein erstes A-Länderspiel und war zu diesem Zeitpunkt nach Carlos Sevillano, Juan Antonio Corbalán und Ricky Rubio der viertjüngste Spieler, der jemals für die Nationalmannschaft auflief.